# Site archéologique des Fossottes
Le site archéologique au lieu-dit « les Fossottes », situé à La Salle (Vosges), correspond à des carrières d’extraction de meules en pierre.

## Implantation
Ce site est connu depuis le XIXe siècle. Dans le détail, il existe deux toponymes différents, « les Petites Fossottes » sur la rive gauche de la Valdange, et « les Grandes Fossottes » sur la rive droite. Ces carrières, aujourd'hui sous couvert forestier, se présentent sous une forme circulaire pour les plus grandes et semi-circulaire pour les plus petites dans les versants. Actuellement, une trentaine de carrières ont été repérées sur plus de 22 hectares.

## Carrières de meules
À ces carrières se superpose le gisement de rhyolite en profondeur sur une surface de 35 hectares environ.
La rhyolite, de par ses caractéristiques et sa composition, notamment ses gros grains de quartz monocristallins, qui présentent de nombreuses arêtes naturellement vives, présente un avantage particulièrement recherché pour ce qui est du processus de mouture. Ainsi, plusieurs sites de production de meules à grain ont été identifiés au sein de ces carrières.
Le type le plus ancien correspond à des meules plates dites « à va-et-vient », datées de la fin du premier âge du Fer et plus précisément de 530 à 475 avant notre ère (Hallstatt D2-D3).
Au second âge du Fer, une fabrication de moulin rotatif à bras, d’un diamètre de 35 cm en moyenne, a été identifiée et datée des IIe et Ier siècles avant notre ère (La Tène D).
 
Pendant la période gallo-romaine, la fabrication de meule à grain en rhyolite va continuer et les moulins rotatifs ont un diamètre moyen de 45 cm.
Des meules plates des « Fossottes » ont été retrouvées sur les sites de hauteur de Varrinchâtel, à Étival-Clairefontaine, ainsi que sur le Chastel de Taintrux. Des moulins rotatifs laténiens des « Fossottes » également ont également été retrouvés sur les sites de hauteur de la Pierre-d’Appel à Étival-Clairefontaine, sur la Bure à Saint-Dié-des-Vosges et au Chastel de Taintrux. Le site de La Salle quant à lui a fourni de nombreuses meules à grains, qui ont été distribuées dans tout le quart nord-est de la Gaule et sur des sites de consommation importants comme Boviolles, ou encore le Fossé des Pandours.

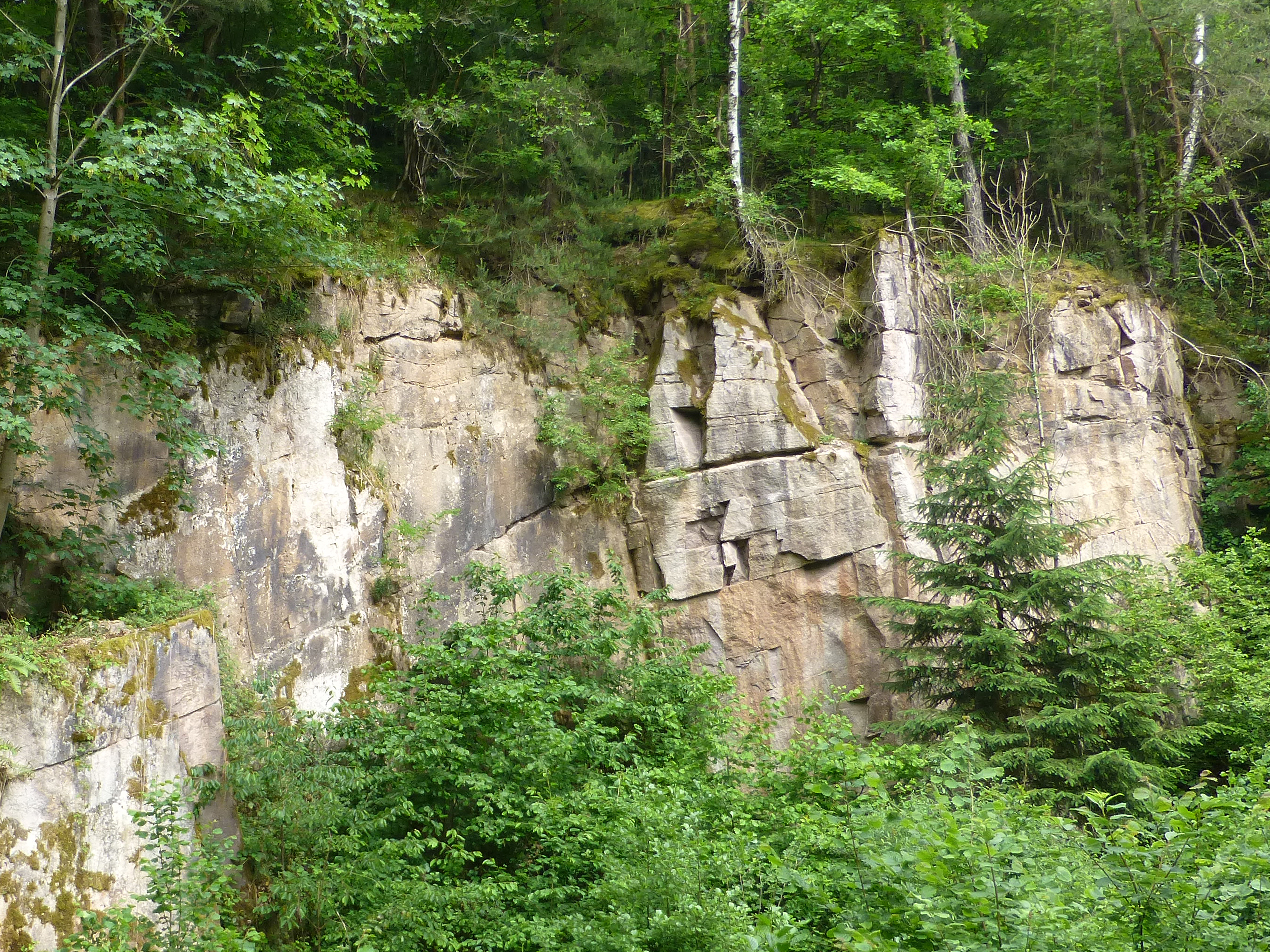
Carrière de rhyolite
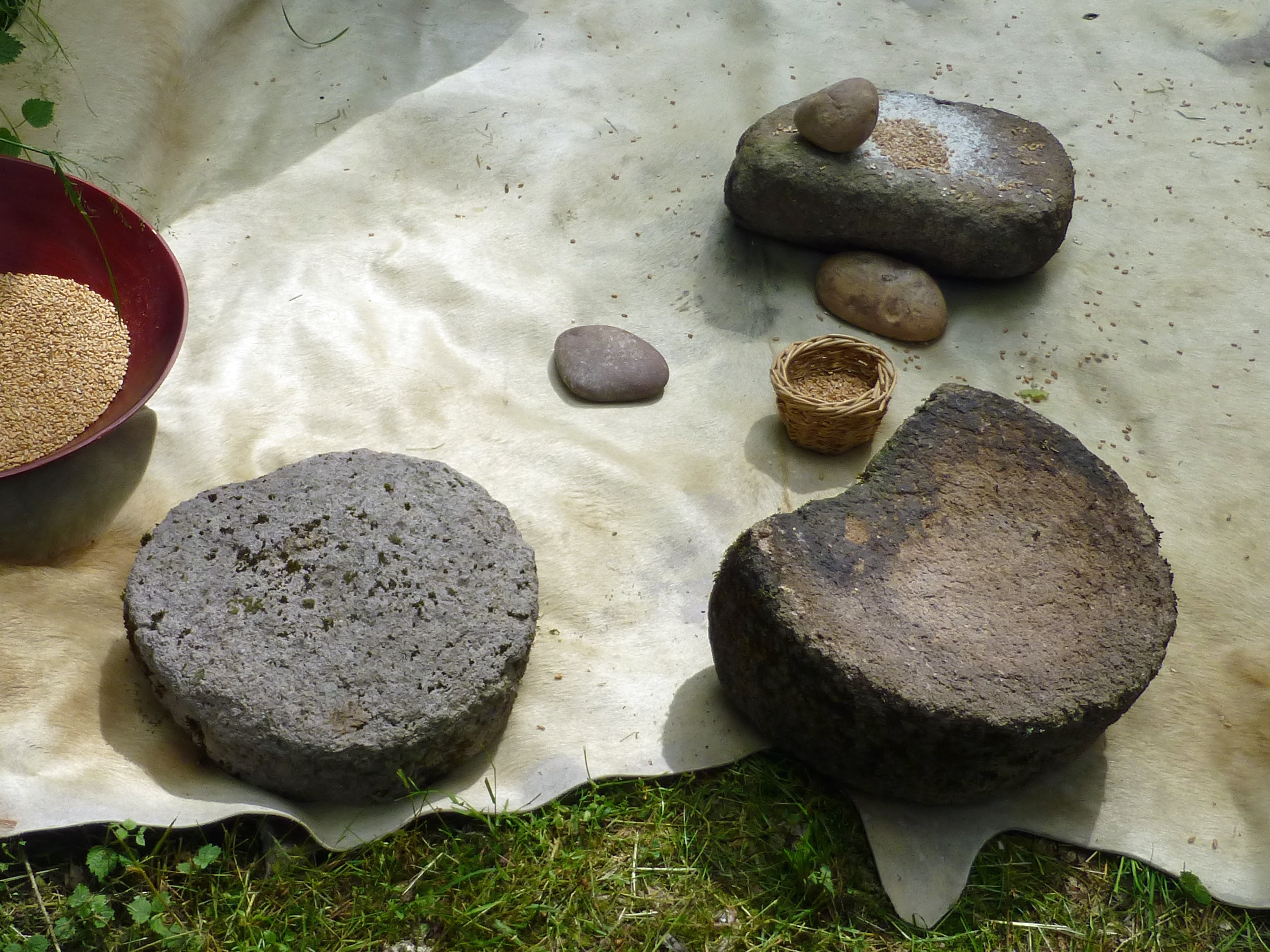
Ébauches de meules
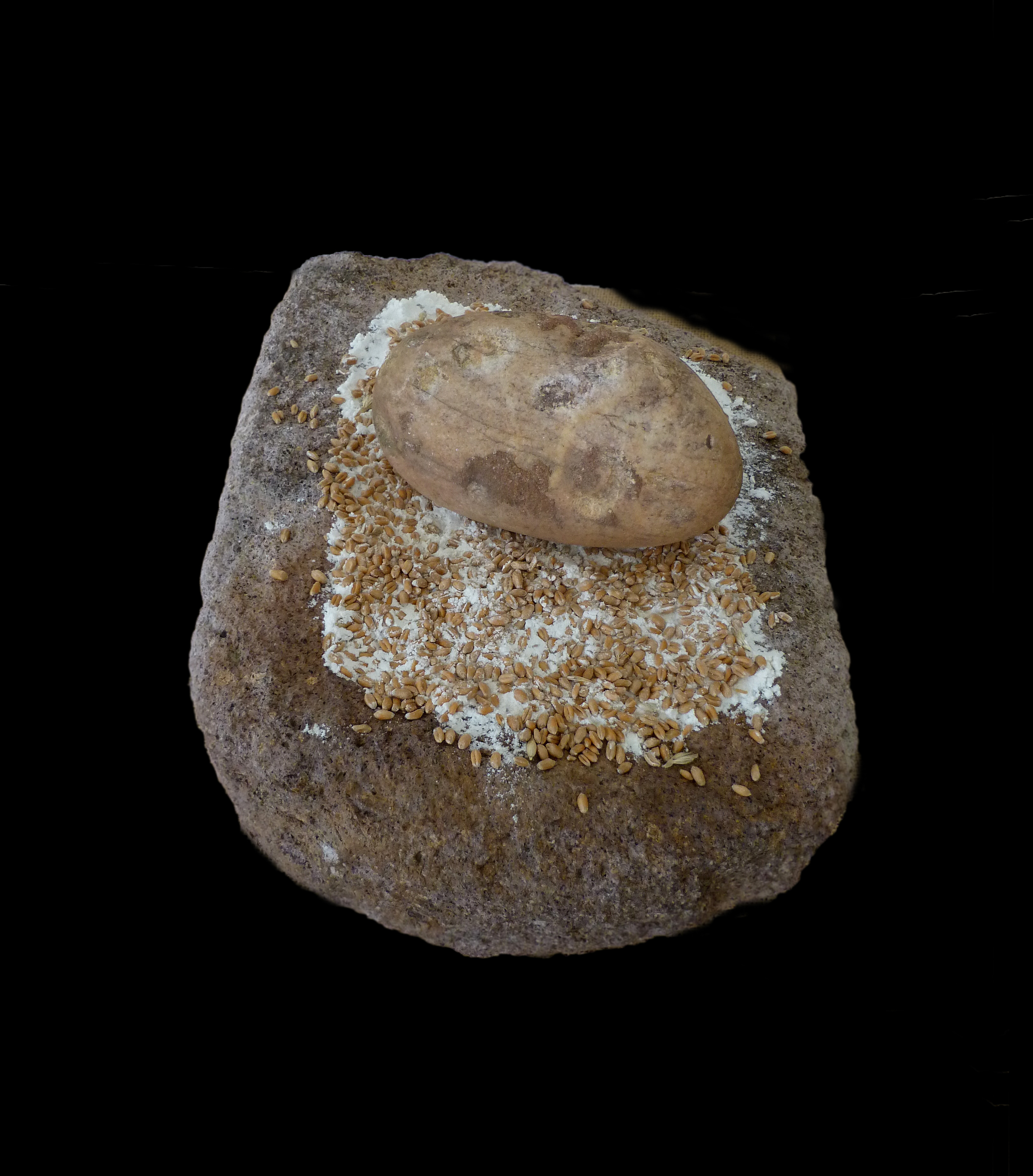
Meule plate à grains dite « à va-et-vient »
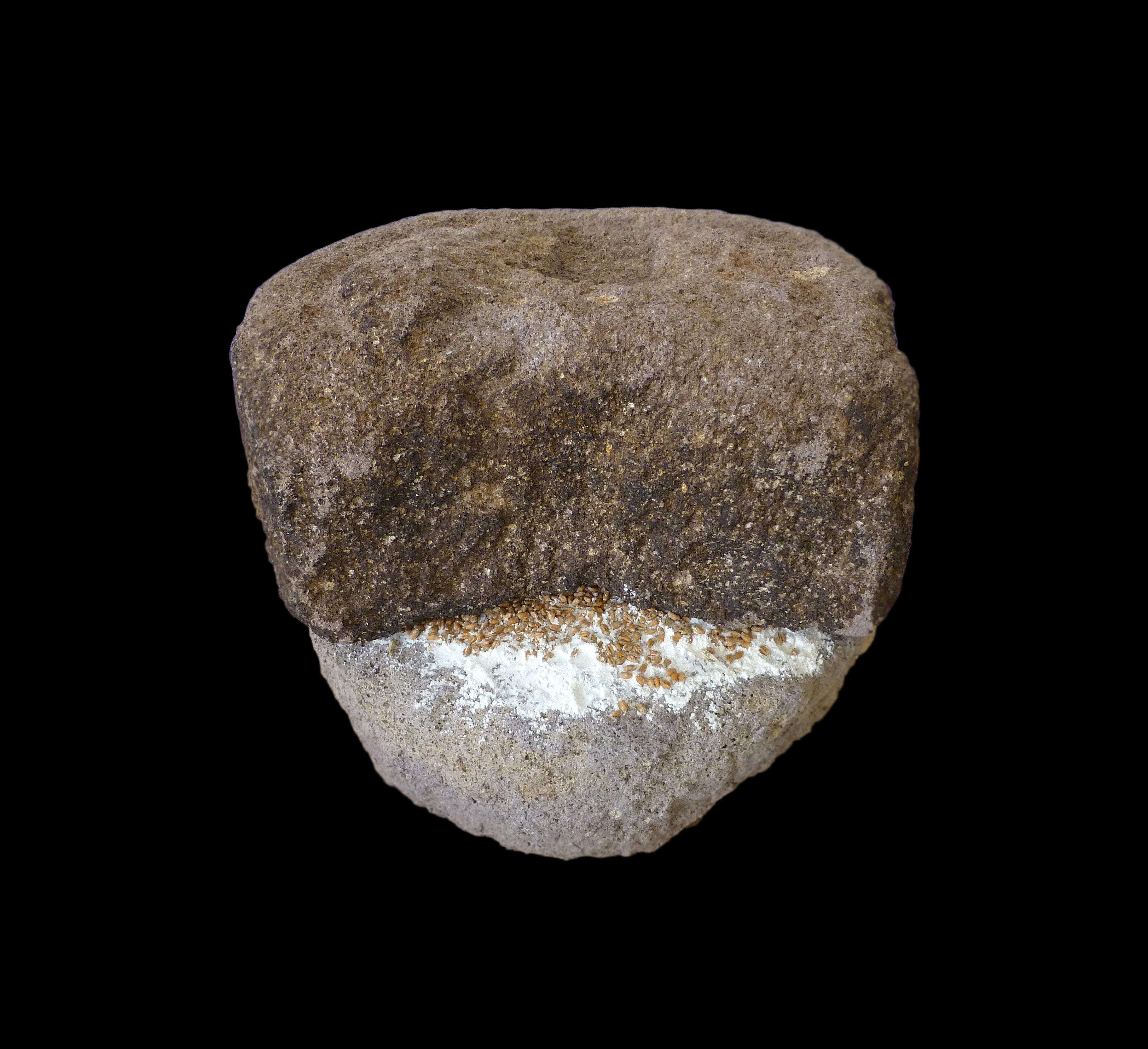
Moulin rotatif à bras

L’étude des ébauches retrouvées, sur le site et aux environs, permet de localiser des espaces de travail spécialisés. La fouille d’une de ces carrières met en avant la fabrication d’ébauches grossièrement taillées au sein même de ces carrières et la réalisation de produits finis dans des ateliers de tailleur de pierre. La découverte d’ébauches de mortiers sur place et la comparaison avec des artéfacts trouvés en fouille sur d’autres sites illustrent également la diversité de cette production.
Au niveau local, et plus précisément dans le bassin de Saint-Dié, les sites de hauteur, comme la Bure, la Pierre d’Appel, le Chastel ou encore le Varrinchâtel, qui ceinturent les « Fossottes », fournissent de nombreux exemples permettant d’approcher ces meules au sein de ces sites de consommation, et à l’intérieur même d’un vaste corpus constitué de meules en rhyolithe, en grès et en basalte. Cette étude met en avant un commerce à courte distance sur les voies de communications antiques carrossables devenues pour l’occasion des routes de commerce. À l’échelle régionale, l’étude des meules des « Fossottes » illustre au contraire un commerce organisé sur les principales rivières (actuellement la Meurthe, la Meuse, la Moselle) et leurs affluents pour acheminer cette production sur le lieu de leur destination. L’étude de ces meules en contexte archéologique a permis la réalisation d’une chrono-typologie, et de mettre en avant les réseaux de diffusion à différentes échelles. De plus, les meules en rhyolite de La Salle semblent détenir l’exclusivité du « marché » de la meule au Hallstatt et à la Tène face aux meules réalisées dans d’autres matériaux, mais à la période gallo-romaine la tendance va s’inverser et les productions de La Salle vont décliner face aux meules en basalte.

## Fouilles et aménagement du site
Le site des « Fossottes », et plus précisément la carrière no 11, ont bénéficié d'opérations de fouilles archéologiques programmées en 2007, 2008 et 2009. Par ailleurs, un sentier de randonnée d’une longueur de 1,2 km a été mis en place par la municipalité de La Salle dans le cadre de la réalisation d’un sentier archéobotanique.